# Pfizer
Pfizer Inc. is een van de grootste farmaceutische bedrijven ter wereld, en is gevestigd in de stad New York in de Verenigde Staten.

## Activiteiten
Pfizer is wereldwijd actief en de producten worden in ongeveer 125 landen verkocht. Ongeveer 60% van de omzet wordt in de Verenigde Staten behaald. Het bedrijf telde in 2024 81.000 medewerkers. In 2024 spendeerde het bedrijf ruim US$ 11 miljard, zo'n 17% van de omzet, aan onderzoek en ontwikkeling.
Vanaf 2020 ligt de focus volledig op de ontwikkeling en productie van geneesmiddelen. In de drie voorgaande jaren zijn de activiteiten van de bedrijfsonderdelen Upjohn, een producent van generieke medicijnen en consumentengezondheidszorg, receptvrije geneesmiddelen, deels of geheel afgestoten.
Enkele bekende producten van Pfizer zijn:
- Celebrex = celecoxib, een ontstekingsremmer gebruikt bij de behandeling van reuma
- Champix/Chantix = varenicline, bij de behandeling van een rookverslaving
- Diflucan = fluconazol, middel tegen schimmelinfecties
- Enbrel = Etanercept, een TNF-alfa-remmer tegen reumatoïde artritis en psoriasis
- Exubera, eerste inhaleerbare insuline
- Lipitor (atorvastatine) was het geneesmiddel met de hoogste omzet wereldwijd van US$ 12,2 miljard in 2005, maar door het wegvallen van octrooibescherming is de omzetbijdrage gedaald naar US$ 2 miljard in 2014. Lipitor wordt gebruikt bij patiënten met hoog cholesterol en behoort tot de groep geneesmiddelen van de statines
- Lyrica = pregabaline, een anti-epilepticum
- Norvasc = amlodipine, tegen hoge bloeddruk
- Tozinameran = het Covid-19-vaccin, vaccin wordt wereldwijd gebruikt tegen het coronavirus
- Viagra = sildenafil, een middel ter versteviging van de erectie
- Xalatan = latanoprost, een antiglaucoommiddel
- Xanax = alprazolam, ter behandeling van angststoornissen
- Zithromax = azitromycine, een antibioticum
- Zoloft = sertraline, een antidepressivum

### Resultaten
De hoge omzet in 2010 was het gevolg van de overname van Wyeth, een bedrijf met een jaaromzet van ruim US$ 20 miljard. De daling in latere jaren werd mede veroorzaakt door lagere verkopen van lipitor waarvan de octrooibescherming is vervallen. De negatieve belastingdruk in 2017 was het gevolg van een grote federale belastingherziening waarbij het Amerikaanse vennootschapsbelastingtarief werd verlaagd van 35% naar 21% en het eenvoudiger werd om winsten opgepot in het buitenland terug te laten vloeien naar de Verenigde Staten. Deze herziening leverde Pfizer een belastingbate op van ongeveer US$ 9 miljard.
In de hoge winst in 2019 zit een grote boekwinst op de verkoop van de activiteiten in de consumentengezondheidszorg. De omzetdaling in 2020 was een gevolg van de Mylan-transactie. De sterke stijging van omzet en resultaat in 2021 is vooral het gevolg van de verzesvoudiging van de vaccinverkopen, waaronder het vaccin tegen corona, deze steeg van US$ 7 miljard in 2020 naar US$ 43 miljard. De afzet van het vaccin viel grotendeels weg in 2023 hetgeen de forse daling van de omzet verklaard.
Pfizer betaalt extreem weinig vennootschapsbelasting over de winst. In maart 2025 kwam een rapport uit waarin het bedrijf wordt beschuldigd van onderbetaling na de belastingherziening van 2017. Ondanks de veel hogere prijzen voor medicijnen in de Verenigde Staten dan daarbuiten rapporteerde Pfizer voor US$ 20 miljard aan verkopen in het land, maar betaalde hierover geen winstbelasting. Pfizer laat, onder andere via een systeem van interne verrekenprijzen met buitenlandse vestigingen, de winsten in het buitenland vallen, waar een lager belastingtarief geldt. Volgens het rapport is Pfizer niet de enige binnen de sector die op deze wijze de belastingafdracht drukt.
| Jaar | Omzet   | Nettoresultaat | R&D (in % omzet) | Winst-belasting |
| ---- | ------- | -------------- | ---------------- | --------------- |
| 1970 | 806     | 72             |                  |                 |
| 1980 | 2.746   | 238            |                  |                 |
| 1990 | 5.904   | 681            |                  |                 |
| 2000 | 16.204  | 3.179          |                  |                 |
| 2005 | 52.921  | 11.361         |                  |                 |
| 2010 | 67.809  | 8.257          | 13,9%            | 11,9%           |
| 2015 | 48.851  | 6.960          | 15,7%            | 22,2%           |
| 2016 | 52.824  | 7.215          | 14,9%            | 13,4%           |
| 2017 | 52.546  | 21.308         | 14,6%            | -73,5%          |
| 2018 | 53.647  | 11.153         | 14,9%            | 5,9%            |
| 2019 | 51.750  | 16.273         | 16,7%            | 7,8%            |
| 2020 | 41.908  | 9.616          | 22,4%            | 6,4%            |
| 2021 | 81.288  | 21.979         | 17,0%            | 7,6%            |
| 2022 | 100.330 | 31.372         | 11,4%            | 9,6%            |
| 2023 | 58.496  | 2.119          | 18,3%            | 105,4%          |
| 2024 | 63.627  | 8.031          | 17,0%            | 0,3%            |

## Geschiedenis
Pfizer werd in 1849 opgericht door Charles Pfizer en zijn neef Charles F. Erhart. Beide heren zijn van Duitse afkomst. De onderneming, actief op het gebied van chemicaliën, kreeg de naam Charles Pfizer and Company. Tijdens de Eerste Wereldoorlog kwam de aanvoer van bepaalde grondstoffen voor de productie van medicijnen uit Italië stil te liggen. Pfizer slaagde erin dit gebrek op te lossen door eigen fermentatie-onderzoek. Hiermee werd de basis gelegd voor de productie van penicilline die in grote hoeveelheden door Pfizer werd geproduceerd in de Tweede Wereldoorlog. Emile Pfizer was het laatste familielid in het bestuur van het bedrijf, hij was president van 1906 tot 1941. Op 22 juni 1942 kregen de aandelen van Pfizer een beursnotering.
In de jaren 1950 begon de internationalisering van Pfizer, er werden vestigingen geopend in onder andere België, Canada en Mexico. In 1958 telde het bedrijf al 7000 medewerkers buiten de Verenigde Staten. In 1972 passeerde de omzet voor het eerste jaar de grens van US$ 1 miljard.
In 2000 besloten Pfizer en Warner-Lambert Co. tot een fusie. De combinatie is verder gegaan onder de naam Pfizer Inc.. Na de samensmelting bedroeg de omzet US$ 28 miljard, waarvan drie kwart afkomstig van de verkoop van geneesmiddelen. Het bedrijf telde 12.000 onderzoekers en gaf jaarlijks bijna vijf miljard dollar uit aan R&D. De beurswaarde kwam toen uit op ongeveer US$ 230 miljard. In 2002 volgde de overname van Pharmacia, hiervoor was de overnamesom US$ 60 miljard.
In 2009 nam Pfizer sectorgenoot Wyeth over voor US$ 68 miljard. De combinatie behoorde tot de top van de sector met een zeer breed productaanbod. Door de fusie was er veel ruimte om op kosten te besparen. De synergievoordelen werden, ten tijde van het bekendmaken van de overname, geraamd op US$ 4 miljard per jaar, te bereiken drie jaar na het daadwerkelijk samengaan. Pfizer zag veel patenten aflopen op zijn geneesmiddelen, waaronder op zijn best verkochte geneesmiddel Lipitor in 2011, en zocht naar een overnamekandidaat om dit aanstaande verlies te compenseren. Wyeth had op het moment van de overname een jaaromzet van US$ 23 miljard.
In november 2015 werd bekend dat Pfizer voor US$ 160 miljard branchegenoot Allergan wilde gaan overnemen. Allergan is onder andere bekend van botox, een middel om rimpelvorming tegen te gaan. De nieuwe combinatie telt zo’n 110.000 medewerkers en de jaaromzet zal op zo’n US$ 60 miljard uitkomen. Pfizer biedt 11,3 aandelen voor ieder aandeel Allergan. De transactie wordt zo vormgegeven dat Allergan Pfizer overneemt. Op deze wijze kan Pfizer zijn hoofdkwartier verplaatsen naar Ierland, waar Allergan officieel is gevestigd en waar de winstbelasting aanzienlijk lager is. Het ontwijken van de hoge Amerikaanse winstbelasting was een belangrijk motief voor Pfizer voor deze overname. Pfizer poogde in 2014 AstraZeneca over te nemen, om op die manier een fiscale verhuizing mogelijk te maken, maar dit mislukte. Door een verandering in de Amerikaanse belastingwetgeving wordt het voor Amerikaanse bedrijven minder aantrekkelijk buitenlandse overnames te doen in een land met een lagere winstbelasting en vervolgens het hoofdkantoor te verplaatsen. Een dag later, op 7 april 2016, zag Pfizer af van de overname van Allergan met als reden de strengere belastingregels. Direct nadat het besluit bekend werd steeg de aandelenkoers van Pfizer met 2,2%, terwijl de koers van Allergan met 15% daalde.
In december 2018 kondigden Pfizer en GlaxoSmithKline (GSK) aan de activiteiten met betrekking tot de consumentengezondheidszorg te gaan bundelen. Pfizer zal de activiteiten onderbrengen bij GSK waarmee de nieuwe combinatie in 2017 een omzet zou hebben behaald van ongeveer US$ 12,7 miljard, waarvan US$ 3,5 miljard afkomstig van Pfizer. Van de nieuw te vormen joint venture krijgt Pfizer 32% van de aandelen. Verder mag Pfizer drie van de negen leden van het bestuur van de joint venture benoemen. Door de bundeling verwachten de twee bedrijven maximaal US$ 650 miljoen aan kostenvoordelen binnen te halen. In juli 2019 ging de Europese Commissie akkoord, maar Pfizer moet het merk ThermaCare, bekend van onder meer warmtekompressen, afstoten aan een door Brussel goed te keuren partij. Op 1 augustus 2019 is de transactie gecompleteerd.
In juli 2019 maakten Pfizer bekend Mylan te gaan overnemen. De activiteiten van Pfizers Upjohn, dat onder meer Viagra en Lipitor maakt, gaan samen met Mylan, net als Upjohn, een producent van generieke medicijnen. Pfizer krijgt een meerderheidsbelang van 57% in de nieuwe combinatie die een jaaromzet zal behalen van zo'n US$ 19 à 20 miljard (17 tot 17,9 miljard euro). De bedrijfsleiding komt in handen van twee bestuurders van Mylan en een van Upjohn. Voor de combinatie wordt een nieuwe bedrijfsnaam bedacht. Mylan is sinds 2015 statutair in Nederland gevestigd om een ongewenst overnamebod van Teva Pharmaceutical Industries te frustreren. Teva was toen bereid US$ 40 miljard voor Mylan te betalen, maar de beurswaarde van Mylan is gedaald naar US$ 9,5 miljard vlak voordat de samenwerking met Pfizer bekend werd. Mylan lijdt onder lagere verkopen van generieke medicijnen in de Verenigde Staten. Op 16 november 2020 is de transactie met Mylan afgerond. De verkoop heeft een negatief effect op de omzet van Pfizer van zo'n US$ 10,6 miljard in 2019.
In 2020 is een coronavaccin Tozinameran ontwikkeld door Pfizer en BioNTech. Op 21 december 2020 werd het mRNA-vaccin van Pfizer/BioNTech voorwaardelijk goedgekeurd door het beoordelingscomité van het Europees Geneesmiddelenbureau (EMA). Pfizer Manufacturing Belgium in Puurs is een van de twee vestigingsplaatsen wereldwijd waar het Pfizer-BioNTech-vaccin zal worden geproduceerd. De impact op de Belgische economie wordt geschat op een stijging van bruto nationaal inkomen met 0,3%. In november 2021 meldde Pfizer dat jaar 2,3 miljard coronavaccins te verkopen met een omzetwaarde van US$ 36 miljard.
In december 2021 maakte Pfizer bekend het farmaceutische bedrijf Arena Pharmaceuticals over te gaan nemen voor US$ 6,7 miljard. Arena Pharmaceuticals spitst zich voornamelijk toe op behandelingen tegen hart-, huid- en darmaandoeningen. Op 31 december 2020 telde het beursgenoteerde Arena minder dan 400 medewerkers. Het heeft diverse medicijnen in ontwikkeling, maar nog geen medicijnen op de markt gebracht. De omzet is nagenoeg nihil al krijgt het wel bepaalde vergoedingen van andere fabrikanten voor onderzoekswerkzaamheden. In de periode 2016 tot en met 2020 werd alleen 2019 met winst afgesloten. Voor Pfizer betekent de overname een aanvulling op de bestaande portefeuille van medicijnen.
In mei 2022 werd de overname bekendgemaakt van het beursgenoteerde Biohaven Pharmaceutical. Het is de producent van rimegepant, een veelbelovend medicijn tegen migraine. Dit medicijn werd op 27 februari 2020 goedgekeurd door de Amerikaanse Food and Drug Administration (FDA) en is het eerste goedverkopende medicijn dat Biohaven op de markt heeft gebracht. Pfizer is bereid US$ 11,6 miljard te betalen. In november 2021 sloten de twee al een overeenkomst om samen te werken met de verkoop van medicijnen buiten de Verenigde Staten. Toen kocht Pfizer al een bescheiden aandelenbelang van 2,6% in Biohaven. Biohaven realiseerde in 2021 een omzet van US$ 462 miljoen.
In maart 2023 maakte Pfizer bekend de Amerikaanse specialist in kankerbehandelingen Seagen te gaan overnemen. Pfizer heeft een bod gedaan van US$ 43 miljard. Seagen werd in 1998 opgericht en richt zich op kankerbehandelingen waarbij antilichamen fungeren als afleversysteem van toxische ladingen die doelgericht kankercellen aanvallen. De oncologie-divisie van Pfizer realiseerde in 2022 een omzet van US$ 12 miljard en is daarmee tienmaal groter dan Seagen. De transactie werd in december 2023 afgerond.
Op 1 augustus 2025 kregen 17 grote Amerikaanse fabrikanten van geneesmiddelen, waaronder Pfizer, een brief van president Donald Trump om de Amerikaanse prijzen voor medicijnen in lijn te brengen met de veel lagere prijzen die beschikbaar zijn voor patiënten in het buitenland. Volgens Trump zijn de medicijnen in de Verenigde Staten gemiddeld minstens driemaal zo duur als in andere landen van de OESO. De bedrijven hebben zestig dagen de tijd gekregen om hieraan te voldoen. 

## Boetes off-labelgebruik
- In 2009 kreeg de firma een totale boete van US$ 2,3 miljard wegens off-labelgebruik.[23]
- In juli 2013 maakte Pfizer een boete bekend van US$ 491 miljoen wegens het promoten van niet-geregistreerd gebruik van hun niertransplantatiemedicijn sirolimus. Deze overtredingen werden gedaan door Wyeth Pharmaceuticals, welke Pfizer in 2009 had overgenomen.[24]

- Gemeinsame Normdatei: 2064146-1
- International Standard Name Identifier: 0000 0000 8800 7493
- Library of Congress Control Number: n85014186
- Nationale Bibliotheek van Tsjechië: ko2010557126
- Nationale bibliotheek van Australië: 35802451
- Nationale Bibliotheek van Israël: 987007257758205171
- Trove: 1231664